# Risoul
Risoul je obec ve francouzském departementu Hautes-Alpes. Nachází se ve Francouzských alpách mezi městy Briançon a Gap.
Risoul je známý zejména díky svému lyžařskému areálu, který je napojen na partnerský areál v sousedním Vars. Historie areálu sahá do 70. let 20. století. Během zimní olympiády v roce 2006 se zde nacházela tréninková zóna pro olympioniky.

## Geografie
Sousední obce: Guillestre, Vars, Réotier a Saint-Clément-sur-Durance.

## Vývoj počtu obyvatel
Počet obyvatel

## Osobnosti obce
- Auger de Balben, velmistr Maltézského řádu